# Bartholomeus Breenbergh
Bartholomeus Breenbergh (Deventer, novembre de 1598 - Amsterdam, octubre de 1657) fou un pintor i gravador del barroc neerlandès, especialitzat en pintura de paisatge d'influència italiana.

## Biografia
Breenbergh va ser durant la major part de la dècada de 1620 a Roma, on va ser estudiant del pintor Paul Brill i va conviure amb Frans van de Kasteele. Però en la seva obra, també es detecta una gran influència de l'estil de Cornelis van Poelenburgh -tant és així, que moltes vegades és difícil distingir les obres de tots dos pintors- i d'Adam Elsheimer. Breenbergh va pintar algunes obres al costat de Poelenburgh, igual que ho va fer amb Elsheimer, de les quals solament se'n coneixen unes poques. A les seves obres també es nota la influència de Claude Lorrain. Breenbergh va ser un dels pintors fundadors de la societat «Bentvueghels» («Banda d'ocells»), formada per pintors flamencs i holandesos presents a Roma entre els anys 1620-1720.
Entre el 1627 i el 1628, Breenbergh va tornar als Països Baixos, i es va instal·lar a Amsterdam el 1633. Allà es va casar el 27 d'agost de 1633 amb Rebecca Schellingwouw; el pastor d'Amsterdam Anthonis Schellingwouw va ser el seu cunyat. En el seu estudi, Breenbergh es va fer amic del seu col·lega Paulus Potter.

## Obra
Va ser un pintor paisatgista que va rebre la influència del paisatge clàssic italià. Juntament amb Cornelis van Poelenburgh va ser un dels principals iniciadors del gust pels paisatges d'estil italià als Països Baixos.
A Amsterdam va realitzar pintures i gravats basats en els dibuixos que va realitzar durant el seu viatge a Itàlia. En aquesta època, va rebre la influència dels pintors predecessors de Rembrandt, com Pieter Lastman i Nicolaes Moeyaert, però a diferència d'aquests, situava les seves escenes bíbliques o mitològiques en paisatges del camp romà, sovint amb ruïnes clàssiques.
Els seus dibuixos són molt més frescs i audaços, i sovint han passat sota l'autoria de Claude Lorrain, com és el cas de dos exemples de Christ Church d'Oxford.
El seu alumne documentat va ser Jan de Bisschop, a la dècada de 1640 fins a 1648. Va influir en els pintors Jan Linsen, Charles Cornelisz. de Hooch, Pieter Anthonisz. van Groenewegen, Francois van Knibbergen, i Catharina van Knibbergen.
- Un paisatge italià amb ruïnes i un artista (c. 1643)
- La venda de blat (1655)
- Jesús guareix a un sordmut (1635).